# Estación de Castellbell y Vilar
Castellbell y Vilar (en catalán y oficialmente Castellbell i el Vilar) es un apeadero ferroviario situado en el municipio español homónimo, en la provincia de Barcelona, comunidad autónoma de Cataluña. Forma parte de la línea Llobregat-Anoia de Ferrocarriles de la Generalidad de Cataluña (FGC) por donde circulan trenes de la línea R5.

## Situación ferroviaria
Se encuentra ubicada en el punto kilométrico 49,2 de la línea férrea de ancho métrico que une Magoria con Martorell y Manresa a 163 m s. n. m. (metros sobre el nivel del mar). El tramo es de vía única y está electrificado.

## Historia
La estación fue abierta al público el 22 de agosto de 1924, al completarse la línea Martorell-Manresa, más en concreto con la conclusión de la construcción del tramo entre Monistrol y Manresa.

## La estación
La actual estación no es más que un simple apeadero formado por una sola vía y un andén situada a la derecha de la vía (mirando hacia Manresa) de 100 metros de longitud. El andén dispone de una marquesina metálica con una pared de ladrillos en la parte posterior para proteger a los viajeros de las inclemencias del tiempo.
Bajo la marquesina también hay una validadora de títulos de transporte, aunque la estación no dispone de venta de billetes. En el otro lado de la vía hay una pequeña edificación de servicios que cuenta, entre otros, con los equipos de megafonía. Para acceder a la estación desde del núcleo se ha de pasar por el Puente Viejo sobre el río Llobregat. En dirección Manresa se sitúa el puente metálico sobre el arroyo de Marganell.